# Johann Pellert
Johann Pellert (ur. 1901, zm. ?) – zbrodniarz nazistowski, członek załogi niemieckiego obozu koncentracyjnego Dachau  i SS-Oberschütze.
Pracę w obozie Dachau rozpoczął we wrześniu 1939 jako cywil na stanowisku kierownika  zaopatrzenia w obozowej fabryce ubrań. 27 kwietnia 1942 został członkiem Waffen-SS i dalej sprawował poprzednią funkcję (do 24 kwietnia 1945). Następnie przeniesiono go do podobozu Thierse, gdzie pozostał do 4 maja 1945.
W procesie załogi Dachau (US vs. Fritz Heske i inni), który miał miejsce w dniach 3–10 lutego 1947 przed amerykańskim Trybunałem Wojskowym w Dachau skazany został na 3 lata pozbawienia wolności za znęcanie się nad więźniami i składanie na nich karnych raportów. Pellert brał również udział w egzekucji przez powieszenie dwóch więźniów rosyjskich.